# Níger nos Jogos Olímpicos de Verão de 2000
Níger participou dos Jogos Olímpicos de Verão de 2000 em Sydney, Austrália.